# Archamps
Archamps település Franciaországban, Haute-Savoie megyében. Lakosainak száma 2458 fő (2022. január 1.). Archamps Saint-Julien-en-Genevois, Beaumont, Collonges-sous-Salève, La Muraz, Neydens és Le Sappey községekkel határos.

## Népesség
A település népességének változása:
| Lakosok száma | 2585 | 2585 | 2604 | 2556 | 2588 | 2609 | 2621 | 2542 | 2458 |
|               | 2013 | 2015 | 2016 | 2017 | 2018 | 2019 | 2020 | 2021 | 2022 |